# Metal Gear Survive
Metal Gear Survive är ett actionäventyrsspel som har utvecklats och distribuerats av Konami. Detta är det första spelet i spelserien som upphovsmannen Hideo Kojima inte har medverkat i sedan hans avgång i slutet på 2015.
Spelet utspelar sig mellan Metal Gear Solid V: Ground Zeroes och Metal Gear Solid V: The Phantom Pain samt släpptes till Windows, Playstation 4 och Xbox One världen över februari 2018.